# Malbeth
Malbeth, que significa "Lengua Dorada" en la lengua sindarin, es un personaje ficticio del legendarium del escritor J. R. R. Tolkien. Constantemente llamado "El Vidente", era un Dúnadan del Reino de Arnor, quien aparece por primera vez como alto Consejero del Rey Araval de Arthedain. 
La parte de Malbeth en la Historia de la Tierra Media es conocida porque es él quien, presente en el nacimiento del nieto del Rey Araval, le aconseja a su hijo Araphant llamar al bebé Arvedui, que significa último rey, ya que predice que Arvedui sería el Último de los Reyes de Arnor. 
Se dice en El Señor de los Anillos que fue Malbeth, durante el reinado de Arvedui en Fornost, quien también predijo el paso de Aragorn por los Senderos de los Muertos, aunque esto llegaría a pasar un milenio más tarde. 
De la vida y muerte de Malbeth poco se sabe, se presume que fue destruido por las fuerzas del Rey Brujo al tomar Fornost, pero ya que vivía al nacimiento de Arvedui, y durante su reinado, o sea cien años más tarde, fácilmente podemos deducir que Malbeth pertenecía a la raza de Númenor.
- Datos: Q384430